# 上諏訪宿
上諏訪宿（かみすわしゅく）は、甲州街道の江戸から数えて四十四番目の宿場。江戸から52里13町、下諏訪から1里11町に位置する。現在は国道20号が通り、上諏訪駅も出来、諏訪市の市街地となっているが宿場町の面影を今も残している。

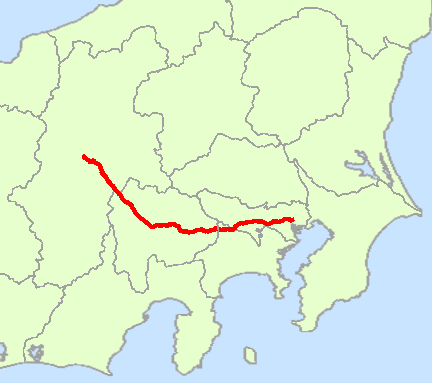
甲州街道を通る国道20号線

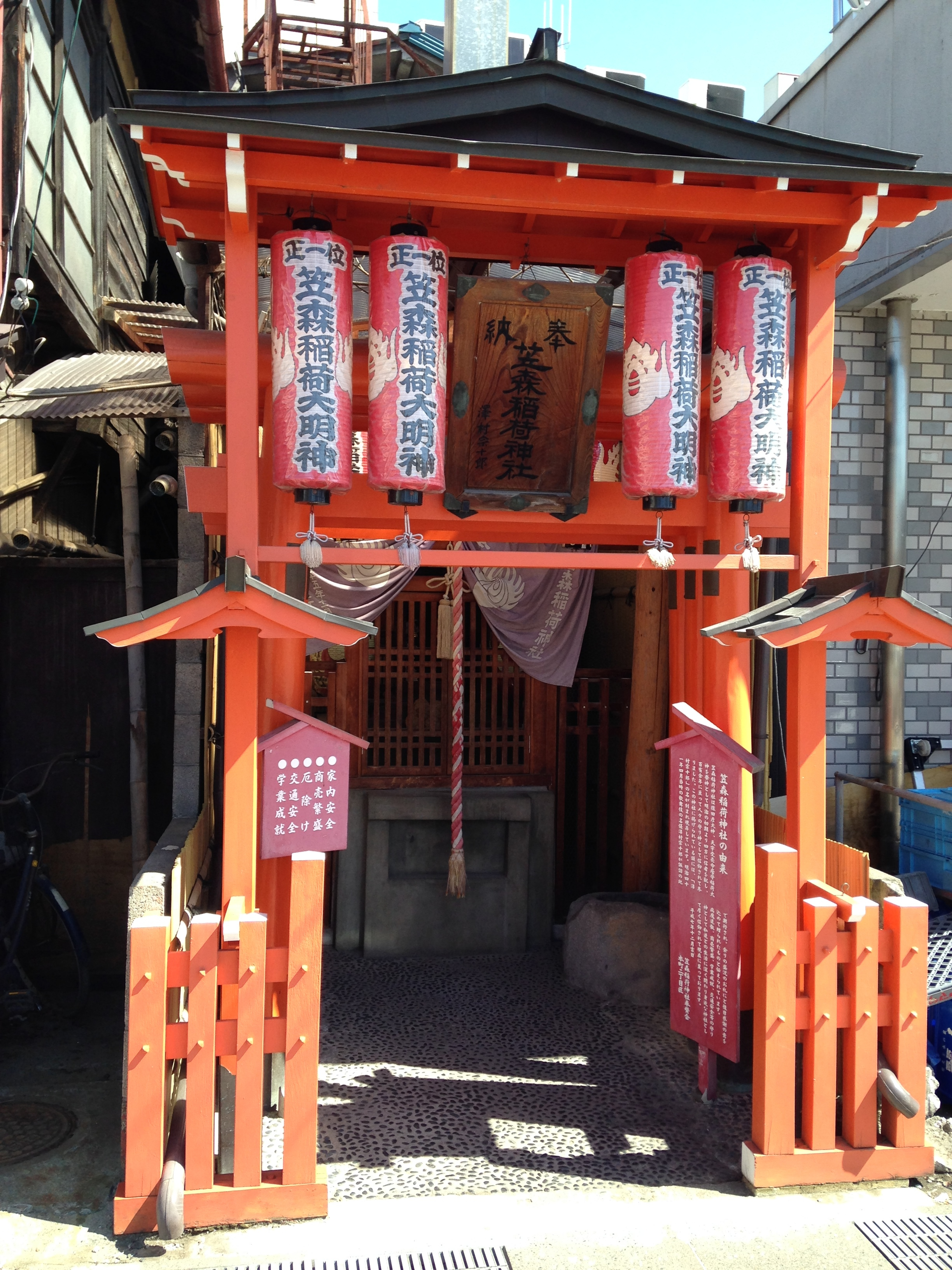
上諏訪駅近くにある笠森稲荷神社

## 概要
1592年、諏訪藩主日根野高吉により、高島城の城下町の一部として整備された。宿場の長さは5町。『甲州道中宿村大概帳』によれば総家数は232軒、本陣は1軒、脇本陣なし、問屋場は1軒、旅籠は14軒であった。本陣はが小平家が世襲した。
当初の宿場は中町を中心に、桑原町と上町の境目（現在の諏訪2丁目）の桝形から本町（現在の諏訪1丁目）までの区域であったが、本町は武家屋敷になったため除外され、新たに桑原町が加えられ、その後、角間町や裏町も伝馬屋敷になった。
街道沿いには諏訪五蔵と言われる酒蔵(舞姫、麗人、本金、横笛、真澄)が建ち並び、今も現役で活動している。

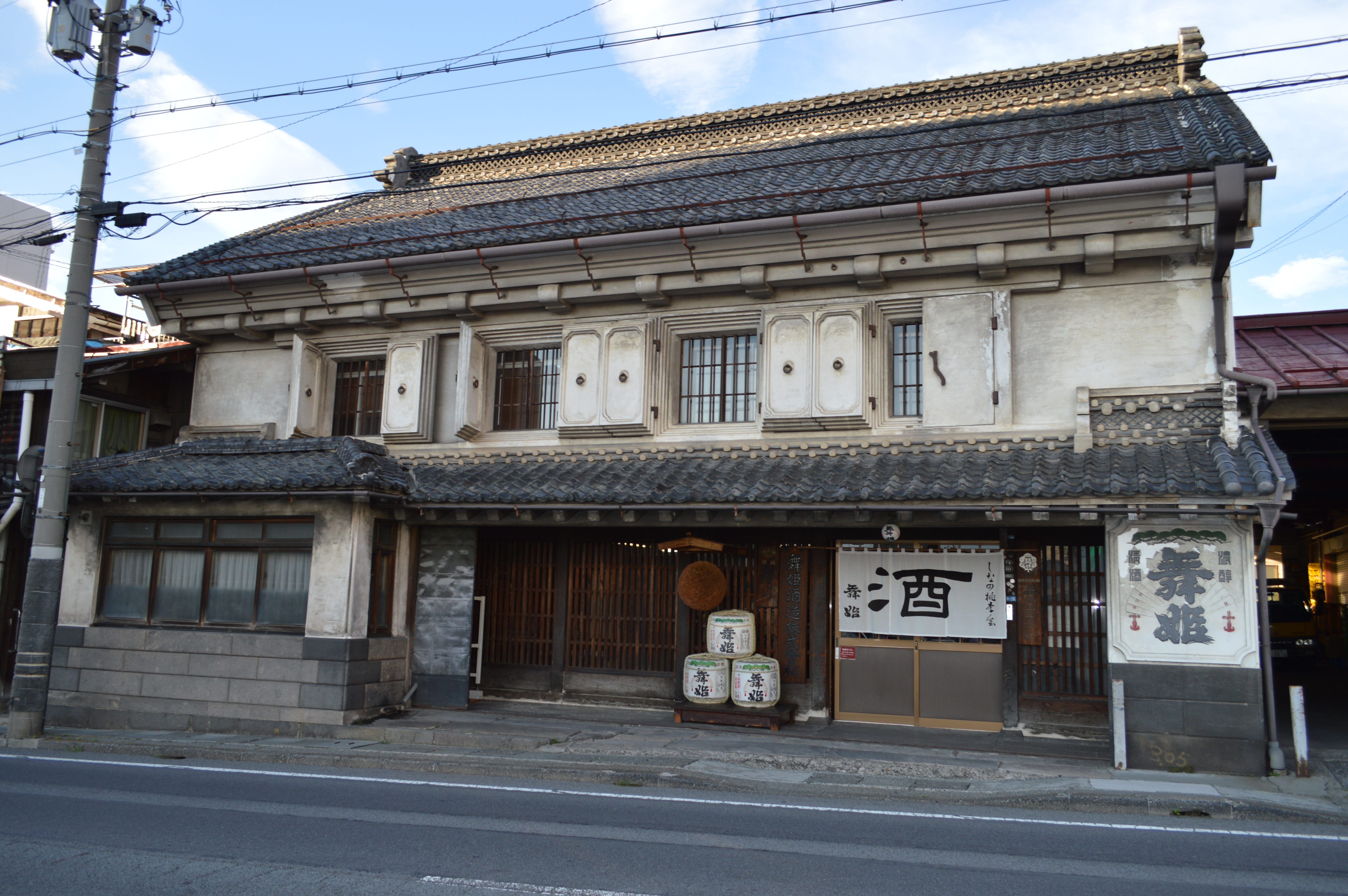
舞姫
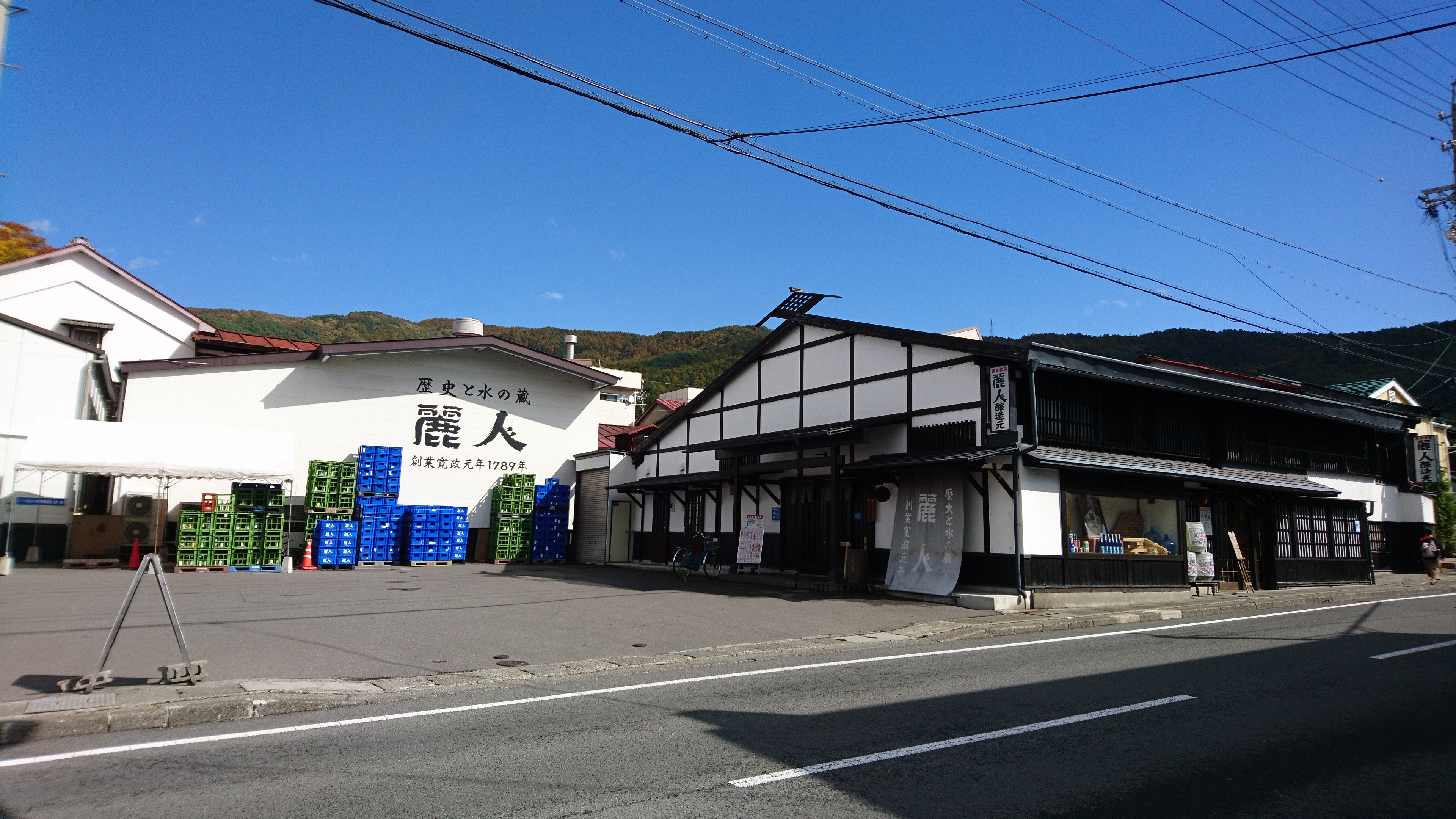
麗人
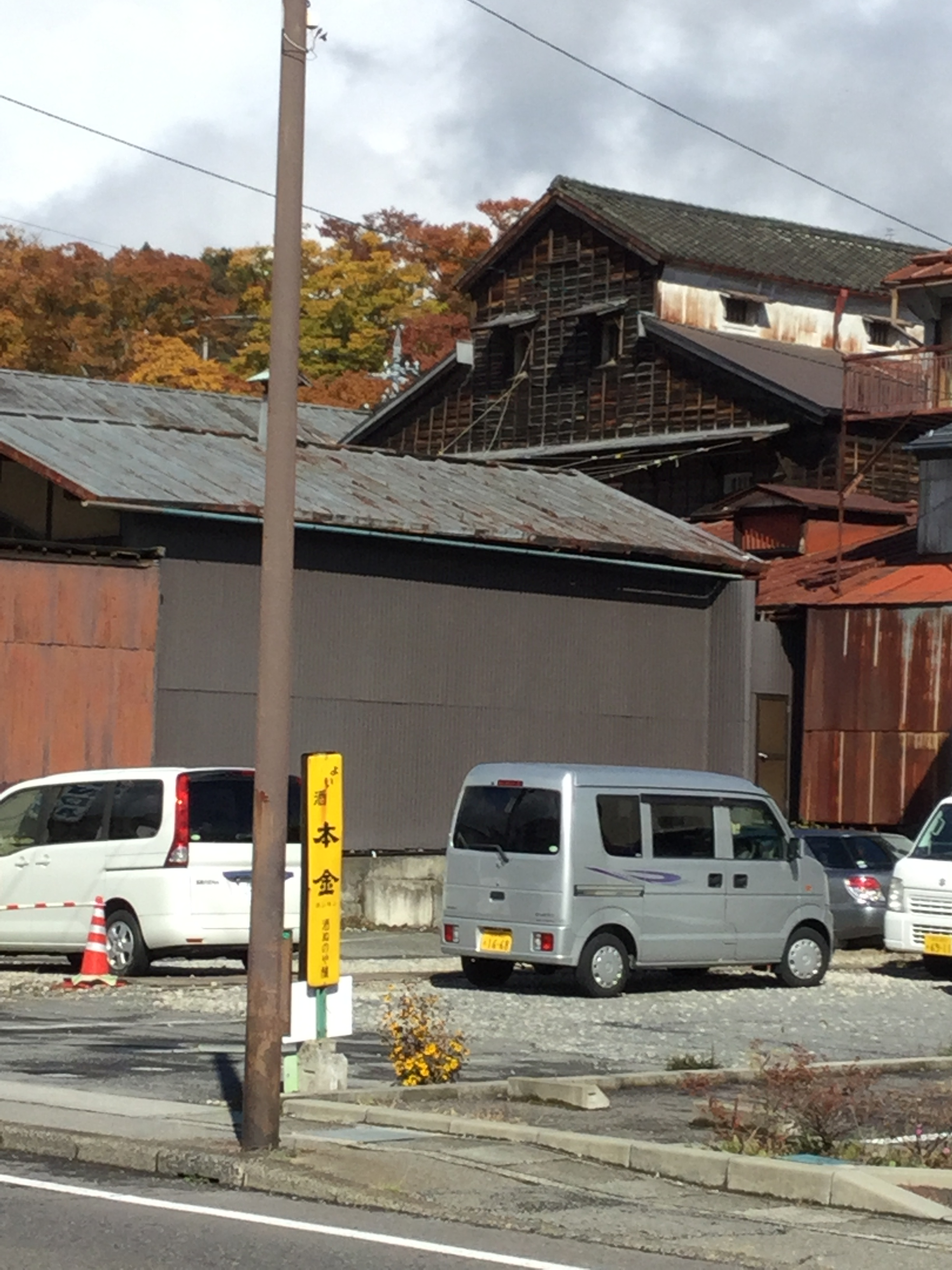
本金
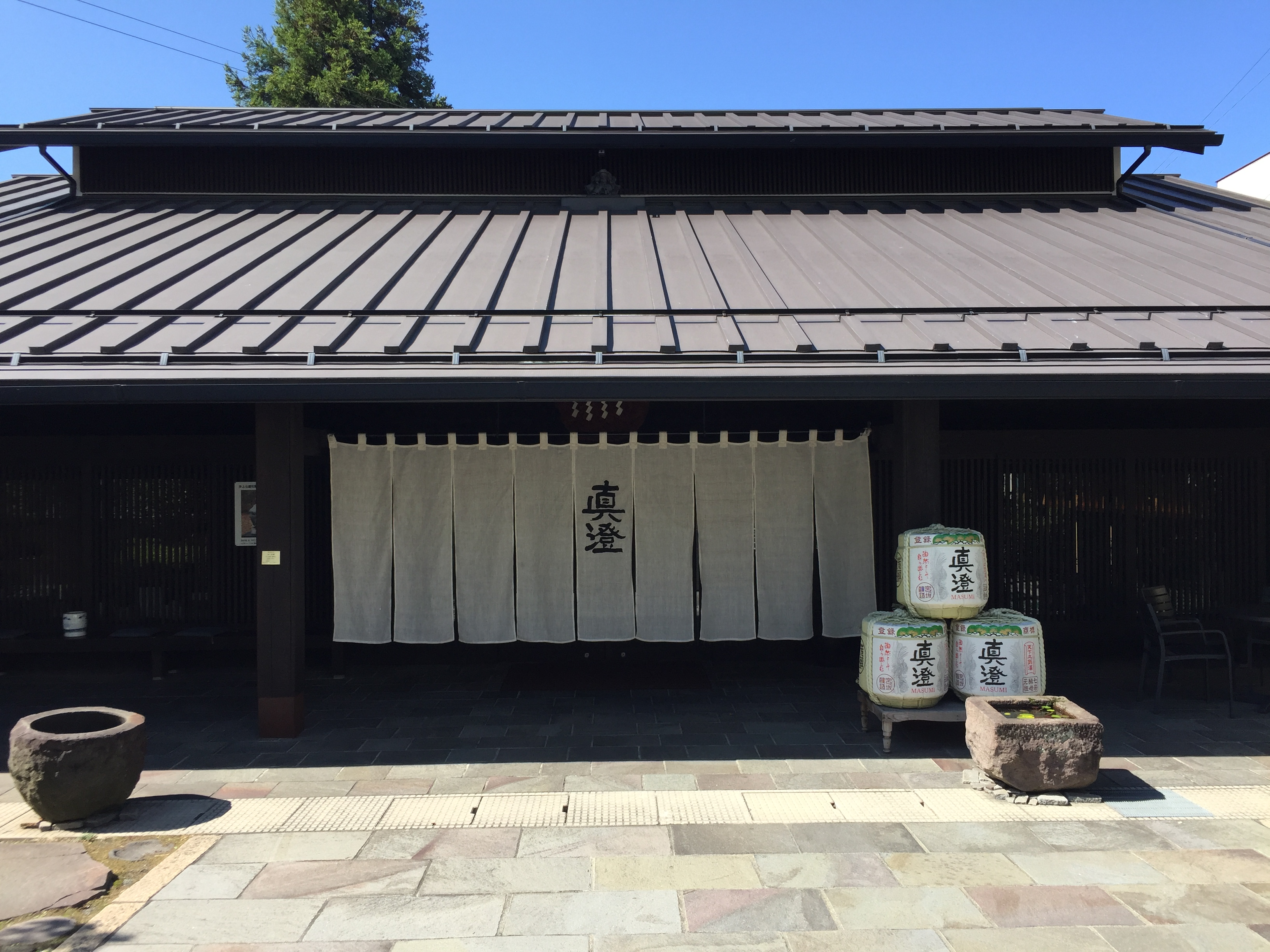
宮坂醸造所

## 史跡
当時を忍ぶ史跡も多数ある。
- 角間天神社
- 角間十王堂跡
- 正願寺（河合曽良、新田次郎の墓がある）
- 本陣跡
- 手長神社
- 吉田の松
- 片羽一里塚跡
- 旧諏訪藩庭園
- 温泉寺（和泉式部の墓）
- 児玉石神社
- 先宮神社
- 寿量院
- 茶屋橋本屋跡
- 石投場跡
- 明治天皇小休所

## 最寄り駅
- JR中央本線・上諏訪駅